# Patricio Jottar
José Patricio Jottar Nasrallah (6 de septiembre de 1962) es un economista y empresario chileno, actual gerente general de la cervecera local CCU.

## Biografía
Descendiente de libaneses, es el mayor de siete hermanos, de los cuales cinco son mujeres. 
Su padre, Jorge Jottar Mereb, agricultor y comerciante, fue campeón mundial de tiro skeet, en Wiesbaden, Alemania, en 1966.
En su niñez vivió en Requínoa y estudió en el Instituto O'Higgins de Rancagua, en la zona centro-sur del país. Tras ello se incorporó a la Pontificia Universidad Católica, donde se tituló como ingeniero comercial. Más tarde conseguiría un máster en economía y dirección de empresas en el Instituto de Estudios Superiores de la Empresa (IESE) de Barcelona, España.

## Carrera profesional
Su trayectoria profesional incluye su desempeño entre 1984 y 1986 en la Administradora de Fondos Mutuos Citicorp, donde conoció a Francisco Pérez Mackenna.
En 1988 ingresó al español Grupo Santander, donde realizó diversas actividades incluida la creación de la Compañía de Seguros de Vida Santander. Más tarde se trasladó a México para dirigir la Compañía de Seguros Santander en ese país, luego de lo cual regresó a Chile como gerente general de Bansander AFP (1992-1996) y de Santander Chile Holding (1997-1998).
En 1998 reemplazó a Pérez Mackenna en la gerencia general de CCU, firma ligada al grupo Luksic.